# پیز سورگوندا
پیز سورگوندا (به لاتین: Piz Surgonda) یک کوه در سوئیس است که در کانتون گراوبوندن واقع شده‌است. پیز سورگوندا ۳٬۱۹۶ متر بالاتر از سطح دریا واقع شده‌است.